# Globus d'Or al millor actor secundari
El Globus d'Or al millor actor secundari (Best Performance by an Actor in a Supporting Role in a Motion Picture) és un premi de cinema atorgat anualment des de 1944 per la Hollywood Foreign Press Association.

## Llista dels premiats

Imatge estilitzada del premi Globus d'Or

- 1944: Akim Tamiroff a For Whom the Bell Tolls
- 1945: Barry Fitzgerald a Going My Way
- 1946: J. Carrol Naish a A Medal for Benny
- 1947: Clifton Webb a El tall de la navalla (The Razor's Edge)
- 1948: Edmund Gwenn a Miracle On 34th Street
- 1949: Walter Huston a El tresor de Sierra Madre (The Treasure Of the Sierra Madre)
- 1950: James Whitmore a Battleground
- 1951: Edmund Gwenn a Mister 880
- 1952: Peter Ustinov a Quo Vadis
- 1953: Millard Mitchell a My Six Convicts
- 1954: Frank Sinatra a D'aquí a l'eternitat (From Here To Eternity)
- 1955: Edmond O'Brien a La comtessa descalça (The Barefoot Contessa)
- 1956: Arthur Kennedy a Trial
- 1957: Earl Holliman a The Rainmaker
- 1958: Red Buttons a Sayonara
- 1959: Burl Ives a Grans horitzons (The Big Country)
- 1960: Stephen Boyd a Ben Hur
- 1961: Sal Mineo a Exòde (Exodus)
- 1962: George Chakiris a West Side Story
- 1963: Omar Sharif a Lawrence d'Aràbia (Lawrence Of Arabia)
- 1964: John Huston a El cardenal (The Cardinal)
- 1965: Edmond O'Brien a Seven Days in May
- 1966: Oskar Werner a The Spy Who Came In From the Cold
- 1967: Richard Attenborough a El Iang-tsé en flames (The Sand Pebbles)
- 1968: Richard Attenborough a Doctor Dolittle
- 1969: Daniel Massey a Star!
- 1970: Gig Young a They Shoot Horses, Don't They?
- 1971: John Mills a La filla de Ryan (Ryan's Daughter)
- 1972: Ben Johnson a L'última projecció (The Last Picture Show)
- 1973: Joel Grey a Cabaret
- 1974: John Houseman a The Paper Chase
- 1975: Fred Astaire a El colós en flames (El colós en flames)
- 1976: Richard Benjamin a The Sunshine Boys
- 1977: Laurence Olivier a Marathon Man
- 1978: Peter Firth a Equus
- 1979: John Hurt a L'Exprés de Mitjanit (Midnight Express)
- 1980: ex aequo Melvyn Douglas a Being There i Robert Duvall a Apocalypse Now
- 1981: Timothy Hutton a Gent corrent (Ordinary People)
- 1982: John Gielgud a Arthur
- 1983: Louis Gossett a Jr. a Oficial i cavaller (An Officer and A Gentleman)
- 1984: Jack Nicholson a La força de la tendresa (Terms Of Endearment)
- 1985: Haing S. Ngor a Els crits del silenci (The Killing Fields)
- 1986: Klaus Maria Brandauer a Out Of Africa
- 1987: Tom Berenger a Platoon
- 1988: Sean Connery a Els intocables d'Elliot Ness (The Untouchables)
- 1989: Martin Landau a Tucker: l'home i el seu somni (Tucker: The Man and His Dream)
- 1990: Denzel Washington a Temps de glòria (Glory)
- 1991: Bruce Davison a Companys inseparables (Longtime Companion)
- 1992: Jack Palance a Cowboys de ciutat (City Slickers)
- 1993: Gene Hackman a Sense perdó
- 1994: Tommy Lee Jones a El fugitiu (The Fugitive)
- 1995: Martin Landau a Ed Wood
- 1996: Brad Pitt a 12 Monkeys
- 1997: Edward Norton a Les dues cares de la veritat (Primal Fear)
- 1998: Burt Reynolds a Boogie Nights
- 1999: Ed Harris a The Truman Show
- 2000: Tom Cruise a Magnolia
- 2001: Benicio del Toro a Traffic
- 2002: Jim Broadbent a Iris
- 2003: Chris Cooper a Adaptation: el lladre d'orquídies (Adaptation)
- 2004: Tim Robbins a Mystic River
- 2005: Clive Owen a Closer
- 2006: George Clooney a Syriana
- 2007: Eddie Murphy a Dreamgirls
- 2008: Javier Bardem a No Country for Old Men
- 2009: Heath Ledger a The Dark Knight
- 2010: Christoph Waltz a Maleïts malparits
- 2011: Christian Bale a The Fighter
- 2012: Christopher Plummer a Beginners
- 2013: Christoph Waltz a Django desencadenat
- 2014: Jared Leto a Dallas Buyers Club
- 2015: J. K. Simmons a Whiplash
- 2016: Sylvester Stallone a Creed